# Wieland Schmidt
Wieland Schmidt, nemški rokometaš, * 23. december 1953, Magdeburg-Ottersleben.
Leta 1980 je na poletnih olimpijskih igrah v Moskvi v sestavi vzhodnonemške rokometne reprezentance osvojil zlato olimpijsko medaljo.
Udeležil se je tudi iger leta 1988, kjer je reprezentanca osvojila 7. mesto.